# حمد والقراصنة
حمد والقراصنة هو فيلم تلفزيوني أمريكي - بحريني من إنتاج شركة والت ديزني. أصدر هذا الفيلم 7 مارس 1971. وهو يعتبر أول فيلم بحريني يُنتج من قبل ديزني. الجدير بالذكر أن بطل الفيلم خالد بو مرشد هو والد المغني فهد الكبيسي.ملاحظة الطفل ذو ١٦ سنة الذي كان ينشر بالخشب بالقرب من السف هو الاستاذ صانع السفن العملاق السيد محمد نجيب التيتون

## قصة الفيلم
حمد (خالد بو مرشد) فتى يتيم. قرر أن يذهب برفقة البحارة جامعي اللألئ وأثناء الإبحار تهب عاصفة قوية ليسقط حمد في عرض البحر. يتم إنقاذ حمد من قِبل بحارة آخرين ليكتشف حمد فيما بعد أن من أنقذوه هم قراصنة قاموا بسرقة أثار تعود لحضارة دلمون. فيهرب حمد منهم وهنا تبدأ مطاردة القراصنة لحمد.

## روابط خارجية
- حمد والقراصنة على موقع IMDb (الإنجليزية)
- حمد والقراصنة على موقع قاعدة بيانات الفيلم (الإنجليزية)
- حمد والقراصنة على موقع ليتربوكسد (الإنجليزية)
- حمد والقراصنة على موقع كينوبويسك (الروسية)